# 具志堅按司 (尚育王母)
具志堅按司加那志（1795年1月11日—1885年10月21日），童名真松金，向氏，是琉球國第二尚氏王朝君主尚灝王的夫人，她也是尚育王的生母。
具志堅按司於乾隆五十九年甲寅十二月二十一日（1795年1月11日）出生，是向氏譜久山殿內十二世向廷錫（翁長親方朝興）之女。後成為尚灝王的夫人，為尚灝王誕下一子一女：尚育王、翁長翁主（童名真鍋樽），賜王妹位階。
具志堅按司至尚泰王在位期間仍然在世。1879年琉球被日本吞併，具志堅按司留在沖繩。1884年，末代國王尚泰曾回到沖繩探望她，翌年1月24日，尚泰離開那霸港回東京。
具志堅按司加那志於1885年10月21日去世。